# Monumento a Stalin (Praga)

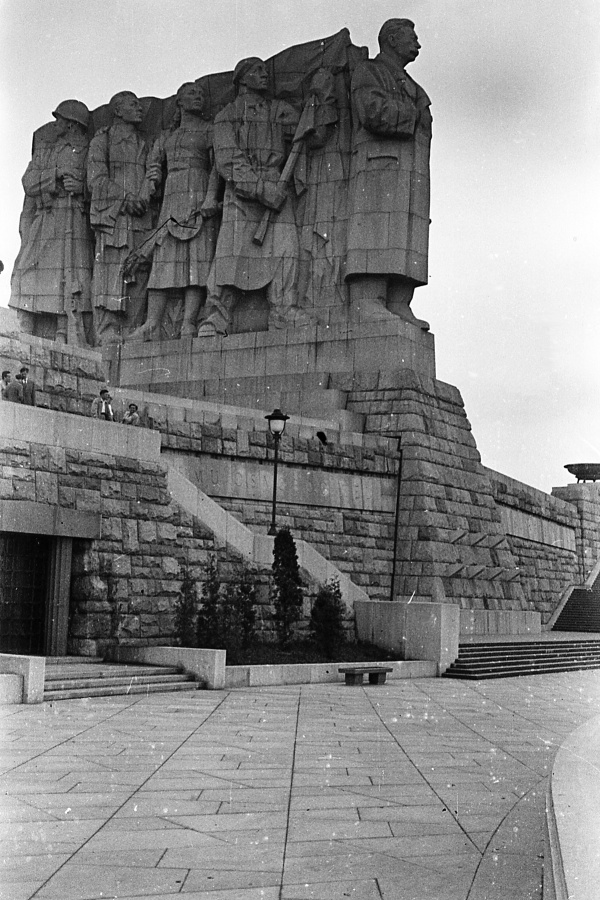
El Monumento a Stalin.

El Monumento a Stalin era una enorme estatua de granito en homenaje a Iósif Stalin que se inauguró en 1955, tras más de cinco años y medio de obras en Praga (Checoslovaquia entonces, hoy República Checa). El monumento era la mayor representación de Stalin en todo el mundo y fue destruido en 1962. 
El monumento estaba ubicado sobre un pedestal de hormigón, que todavía puede verse en el Parque Letná. Era el mayor grupo de estatuas de Europea, con 15,5 metros de altura y 22 metros de longitud. Su escultor fue Otakar Švec, que bajo presión del gobierno y de la policía secreta y tras recibir cartas amenazantes de ciudadanos checos se suicidó tres semanas después de la inauguración. 
El proceso de desestalinización de la Unión Soviética (1953-1985) y la era Jruschov comenzaron poco después de la inauguración del monumento. Debido a ello, el monumento se fue convirtiendo en un elemento que avergonzaba al Partido Comunista de Checoslovaquia, por lo que fue eliminado mediante el uso de 800 kg de explosivos. 

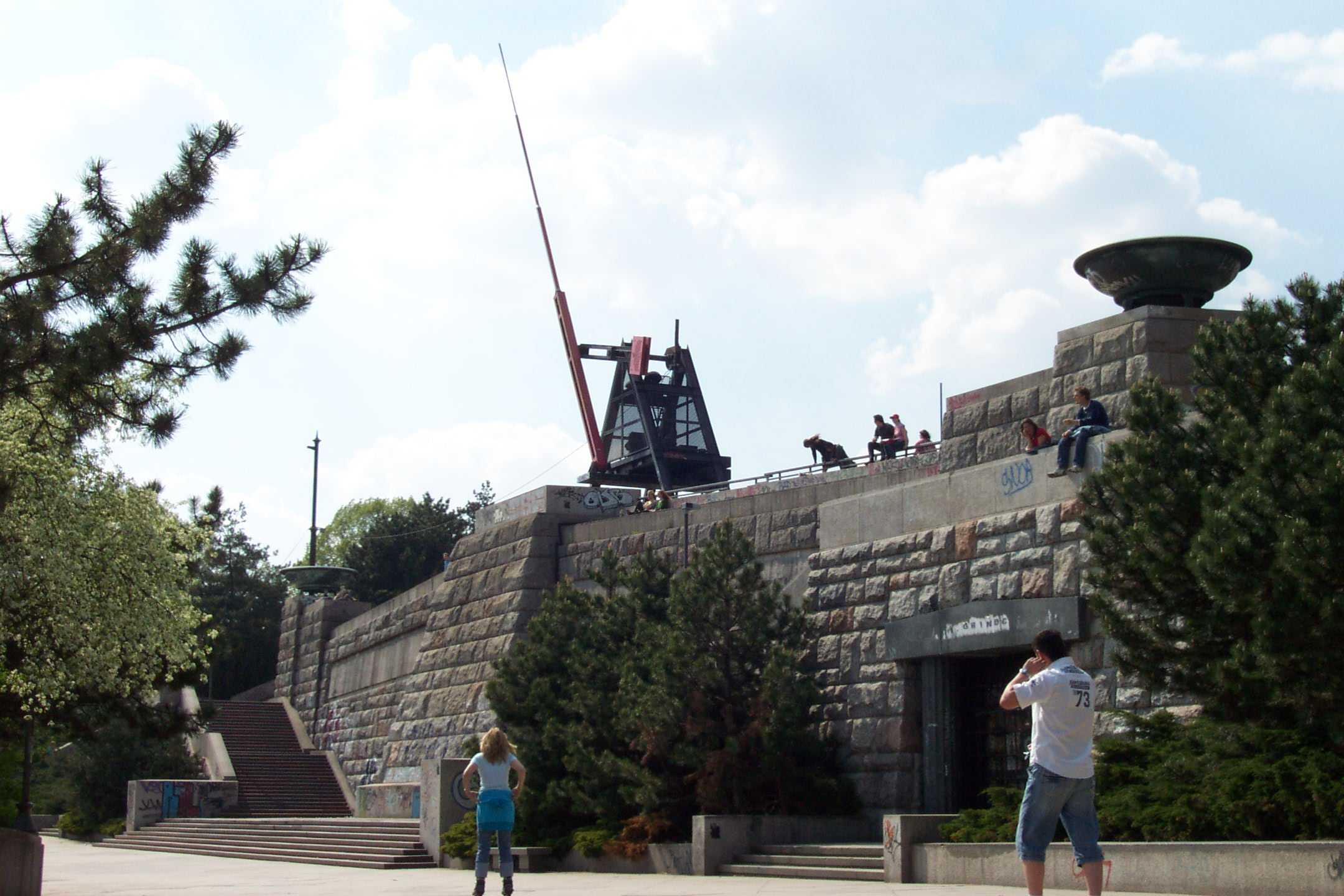
Metrónomo, vista desde el este

En 1990, la emisora de radio pirata Radio Stalin operó desde un refugio antibombas que había debajo del plinto de la estatua. El mismo refugio albergó el primer club de rock de Praga a principios de la década de 1990. Desde 1991 el pedestal se ha convertido en la base de una escultura cinética gigante, el Metrónomo. En 1996 y por un breve periodo el pedestal se utilizó como base para una estatua de Michael Jackson de más de 10m. de altura que servía como anuncio de su gira europea "HIStory". Durante las elecciones al parlamento checo de 1998, hubo en el lugar una valla publicitaria del Partido Democrático Cívico de Václav Klaus, que fue desinstalada poco después debido a los fuertes vientos.
Una placa verde bajo el metrónomo indica lo siguiente:

Metrónomo

Letenské sady

El Metrónomo, obra del escultor
Vratislav Karel Novák, fue erigido en
1991 sobre un enorme plinto de piedra que
inicialmente sirvió como base
del monumento al dirigente soviético José
Vissarionovich Stalin.
Las obras del Monumento a Stalin en Praga comenzaron
hacia finales de 1949, y en mayo de 1955,
fue inaugurado. Durante su existencia
fue la mayor escultura grupal de Europa,
El monumento era una estructura de hormigón reforzado
compuesta por 235 bloques de granito,
pesaba 17.000 toneladas y completarlo costó
140 millones de coronas.
La gigantesca composición del escultor
Otakar Švec y los arquitectos Jiří
y Vlasta [su esposa] Štursa, no duró mucho tiempo
por encima del centro medieval de Praga:
en conexión con las críticas soviéticas
al "culto a la personalidad de Stalin," la obra
fue dinamitada y eliminada hacia finales
de 1962.

Durante años, la ciudad de Praga ha estado considerando varias opciones para el desarrollo urbanístico del lugar, incluyendo un proyecto para construir un acuario. El zócalo que queda es considerado por muchos patinadores como uno de los mejores lugares del mundo para hacer patinaje. 
- Wikimedia Commons alberga una categoría multimedia sobre Monumento a Stalin.